# Бару (вулкан)

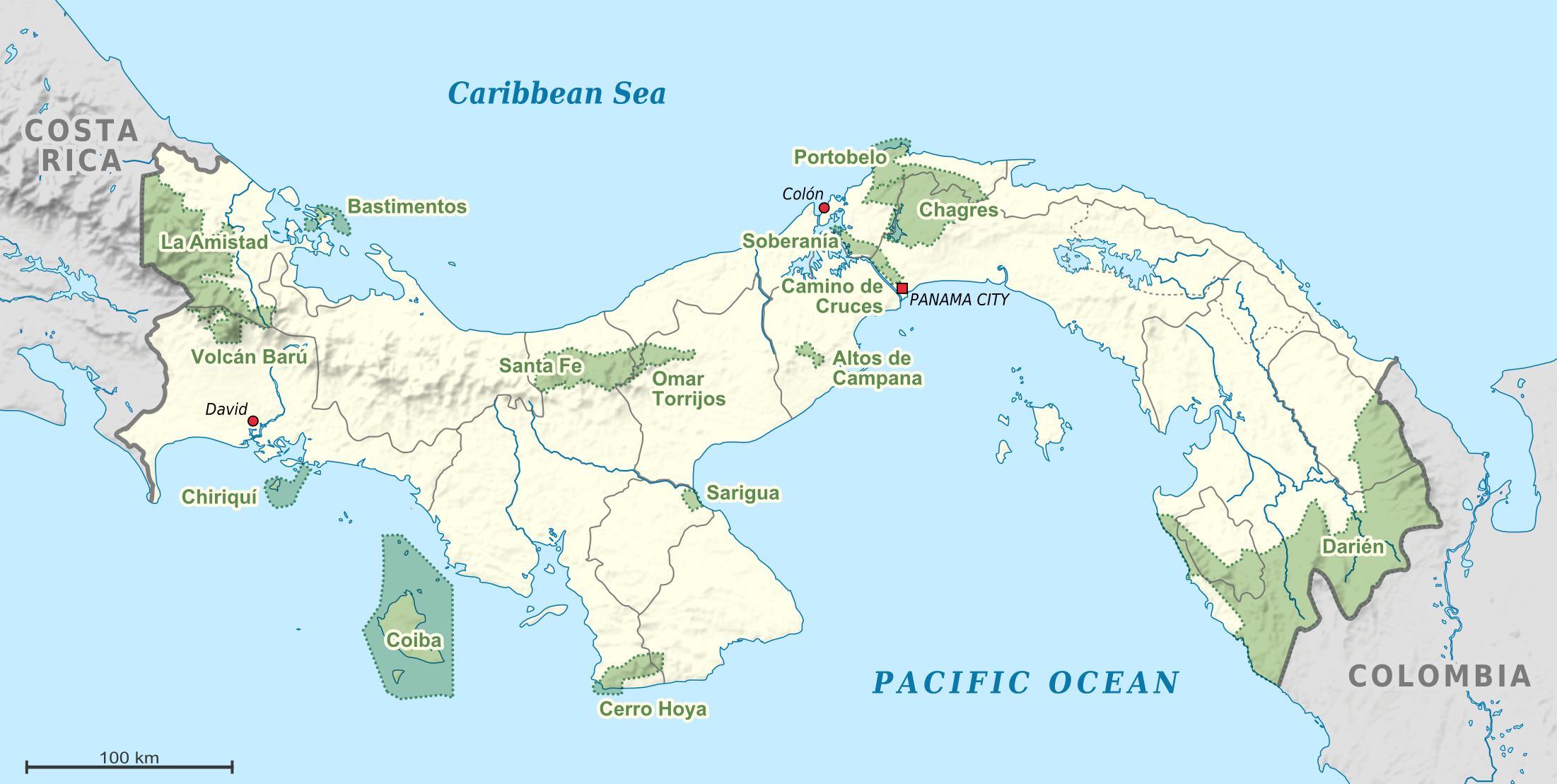

Бару, ранее Чирики (исп. Barú) — вулкан в Панаме, высшая точка страны, самый высокий вулкан на юге Центральной Америки.

## Основные сведения
Бару находится в провинции Чирики в округе Бугаба на западе страны в хребте Таламанка. Высота над уровнем моря — 3474 м, в ясную погоду с вершины видны Тихий океан и Карибское море.
Является спящим вулканом, последнее крупное извержение произошло около 500 года, также известно о меньшем извержении около 1550 года. В 2006 году произошло небольшое землетрясение, это вызывает некоторые опасения, что извержение может повториться. Ширина кратера — около 6 км.
К вершине вулкана ведет популярный туристический маршрут Кетцалес протяженностью 12 км. К западу от вулкана находятся деревни Серро-Пунта и Волькан, к востоку — город Бокете. Недалеко от Серро-Пунта сохранились развалины древнего города, уничтоженного извержением.
Восходить на вулкан рекомендуется по дороге из Бокете, этот 22-х километровый маршрут требует меньше физической подготовки, чем дорога из Камисеты протяженностью 13,5 км.
Изредка на вершинах ложится снег и температура падает ниже 0 °С.
На южных склонах вулкана расположены плантации, кофе с которых считается одним из лучших в Панаме по качеству.

## Галерея

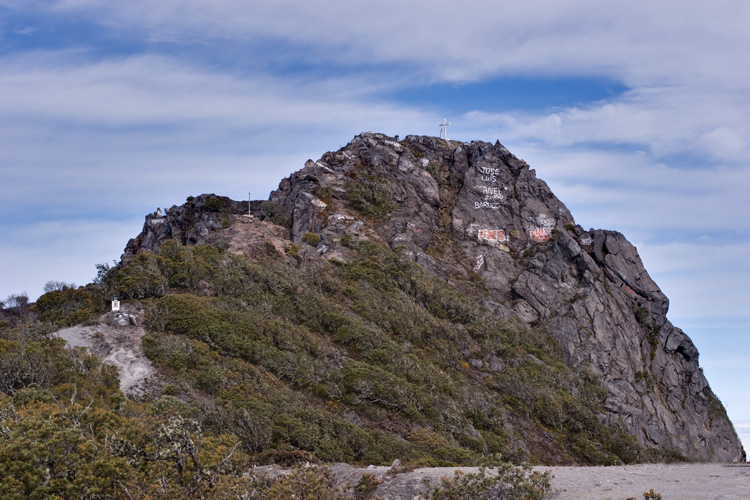
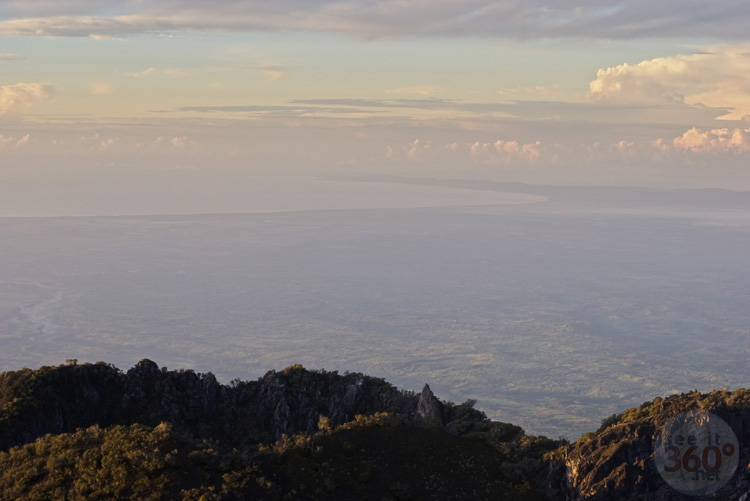